# هنری لانسدل
هنری لانسدل (Henry Lansdell) متولد ۱۰ ژانویه سال ۱۸۴۱ کشیش کلیسای انگلستان، نویسنده و کاوشگر قرن نوزدهم بود. لانسدل در Tenterden متولد شد و قبل از شرکت در کالج John's، در هایبری (شهری واقع در شمال لندن) تحصیل می‌نمود. در این دوران (۱۸۶۸) وی به کلیسایDivinity در لندن برای کسب مقام کشیش وارد و در گرینویچ درس می‌خواند. پس از مدتی وی به برای به عنوان مبلغ دینی به کلیسای ایرلندی (۱۸۶۹–۷۹) اعزام و در سالهای (۱۸۷۴–۸۶) به عنوان برترین مبلغ شناخته شد.
او مجله Clergyman's را در سال ۱۸۷۵ تأسیس و تا سال ۱۸۸۳ ویراستار آن بود.
لانسدل پس از گذراندن تحصیلات در اروپا، سفری طولانی و دشوار به بخش‌های کوچک اما معروف آسیا را آغاز نمود. او انجیل‌هایی که توسط انجمن‌های مذهبی لندن به چند زبان ترجمه شده بودند در هر جایی که می‌رفت، توزیع می‌کرد. مهم‌ترین مراکزی که در سیبری و آسیای مرکزی لانسدل در آن اقدام به توزیع کتب می‌نمود زندان‌ها و بیمارستان‌ها بود. چنین فعالیت‌هایی موجب تحریک و سو ظن مقامات روسیه نسبت به وی شد تا جایی که یک بار در حین سفر در ایستگاه راه‌آهن Perm در حالی که مشکوک به توزیع بروشورهای انقلابی بود دستگیر شد.
سفر لانسدل به Yarkand «ژین جیانگ» امروزی، احتمالاً اولین سفر انگلیسی‌ها به این دیار بود.
هنری لانسدل نویسنده کتاب‌هایی از جمله در مورد آسیای میانه بود: سفری به تبت کوچک (A Ride to Little Tibet) که پنج بار در زبان انگلیسی به چاپ رسید و حتی به زبان‌های آلمانی، دانمارکی و سوئدی ترجمه شد. این کتاب روایتگر بخشی از سفر وی که حدود ۵۰۰۰ مایل بود می‌باشد. او از دریاچه بالکش به طشقر تا تبت کوچک (که در حال حاضر به عنوان Baltistan شناخته می‌شود) با اسب عبور کرد و از میان معبرهای کوهستانی آسیای میانه در ارتفاع بالای ۱۸۰۰۰ گذر نموده‌است. هدف لانسدل رساندن نامه‌ای از اسقف اعظم کانتربری به دالایی‌لاما بود که امیدوار بود به او اجازه دسترسی به پایتخت بستهٔ تبت در لهاسا را بدهد. اما در نهایت این امر محقق نشد و نتوانست مجوز لازم را بدست آورد. وی مجبور شد با خرید اجناس از یک تاجر که به تبت رفته بود، این کار را انجام دهد.
لانسدل عضو انجمن سلطنتی آسیایی، انجمن سلطنتی جغرافیا (۱۸۷۶)، و عضو سابق انجمن پیشرفت دانش بریتانیا بود که در کمیته آن خدمت می‌کرد.
سرانجام هنری لانسدل در ۴ اکتبر ۱۹۱۹ در خانه اش واقع در لندن درگذشت و در کلیسای سنت مری به درخواست خودش به خاک سپرده شد. en:Henry Lansdell

## کتب هنری لانسدل
نام برخی از کتب هنری لانسدل
- Henry Lansdell (1882). Through Siberia
- Henry Lansdell (1885). Russian Central Asia, Including Kuldja, Bokhara, Khiva and Merv
- Henry Lansdell (1893). Chinese Central Asia – a Ride to Little Tibet
- Henry Lansdell (1906). The Sacred Tenth; Or, Studies in Tithe-giving, Ancient and Modern … With Portraits, Maps, Illustrations and Appendices, Containing a Bibliography on Tithe-giving, Etc